# McLaren MP4/4
Der McLaren MP4/4 ist ein Formel-1-Rennwagen des Teams McLaren, der in der WM-Saison 1988 eingesetzt wurde. Mit dem von Steve Nichols entwickelten Auto gewannen Alain Prost und Ayrton Senna 15 der 16 Saisonrennen und fuhren 15 Pole-Positions sowie zehn Schnellste Rennrunden ein.

## Technik

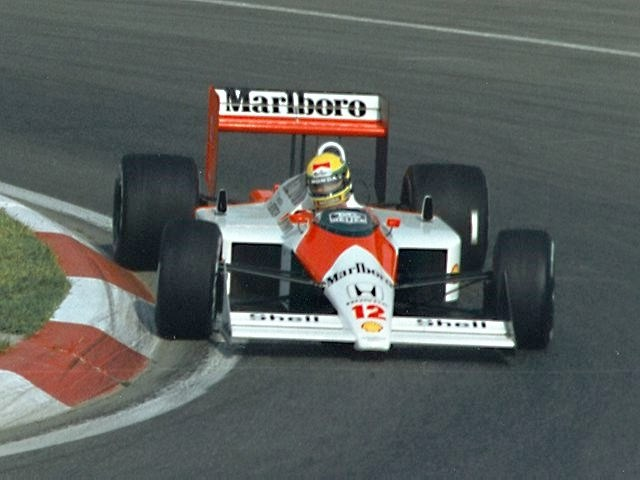
Senna im MP4/4 beim GP von Kanada 1988

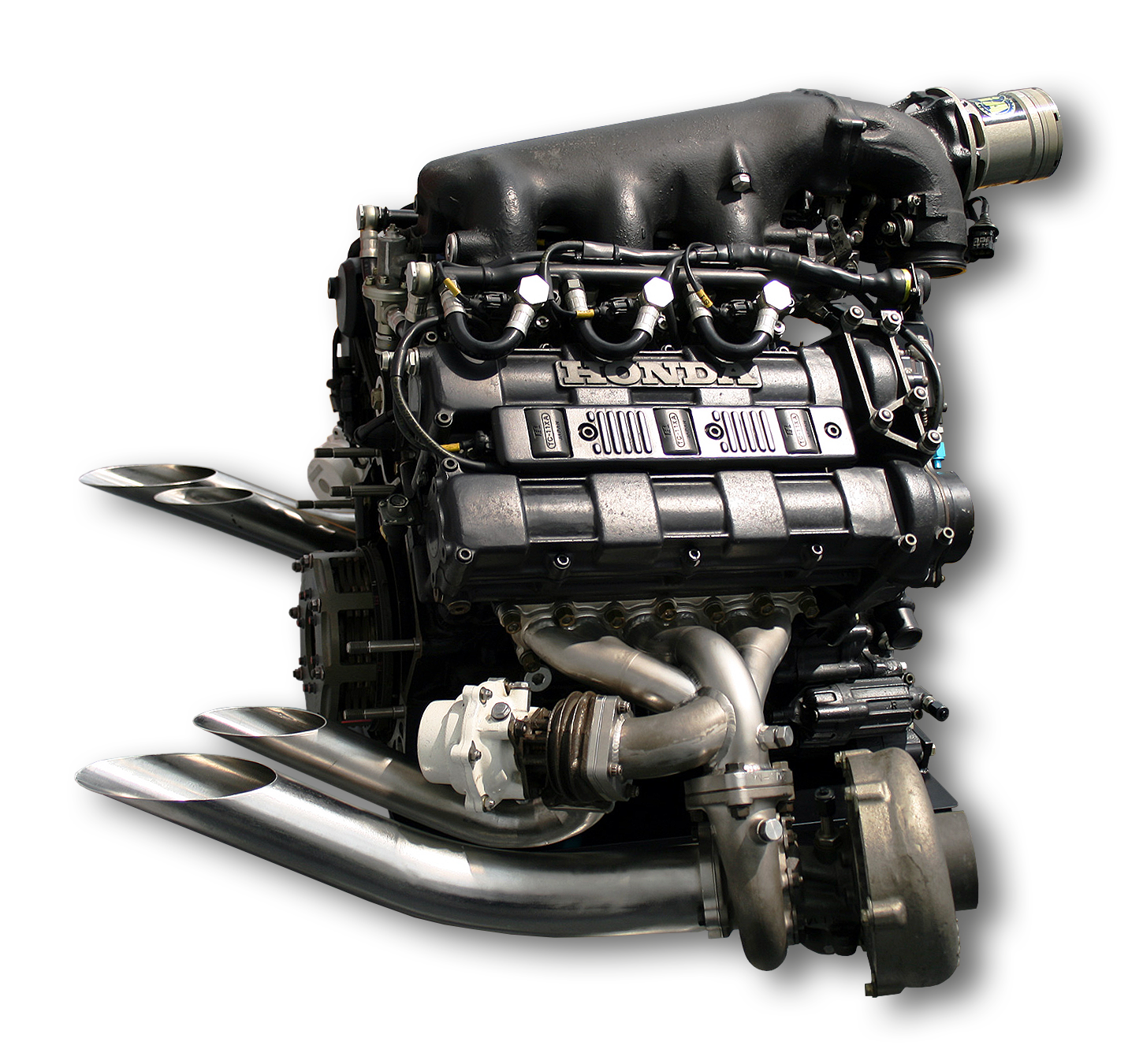
Motor des McLaren MP4/4
(Honda RA168E)

Angetrieben wurde der MP4/4 von einem V6-Motor von Honda mit 80° Zylinderbankwinkel und der Typenbezeichnung RA168E. Der längs eingebaute Doppelturbo-Mittelmotor hatte 1500 cm³ Hubraum. Die Kraftübertragung übernahm ein Weismann-6-Gang-Getriebe aus McLaren-Eigenfertigung. Das Monocoque bestand aus kohlenstofffaserverstärktem Kunststoff.
Der von McLaren 1988 mit großem Erfolg eingesetzte McLaren MP4/4 wird gelegentlich als Abkömmling des BT55 betrachtet und auch Gordon Murray selber wurde mit den Worten zitiert, er sei Ende 1986 zu McLaren gewechselt, um das Konzept des BT55 „zum Funktionieren zu bringen“. Daneben seien auch Detaillösungen wie z. B. das auf eine niedrige Positionierung des Motors zugeschnittene Weismann-Getriebe direkt übernommen worden. Allerdings widersprechen Jo Ramírez, damaliger Koordinator des McLaren-Teams, und Steve Nichols, der Chefdesigner des MP4/4, dieser Darstellung. Insbesondere Nichols betont, das Design des MP4/4 sei eine Weiterentwicklung des Vorjahresfahrzeugs MP4/3, und die augenfälligen Änderungen gingen im Wesentlichen darauf zurück, dass der in der Saison 1988 verwendete kleinere Honda-Turbomotor sowie die in dieser Saison herabgesetzte Treibstoffmenge für Turbo-Fahrzeuge eine sehr viel flachere Bauform ermöglicht hätten als beim MP4/3 mit dem darin verbauten Porsche-TAG-Motor.
Die Saison 1988 war bis zur Reglementänderung 2014 die letzte, in der mit den Turbomotoren gefahren werden durfte. Während die meisten anderen Teams bereits Teile ihrer Entwicklungskapazitäten auf die Konstruktion der Saugmotorwagen für die folgende Saison verlagert hatten, baute McLaren einen kompromisslos auf die kompakteren Turbos ausgelegten Wagen, der zusammen mit dem damals stärksten Motor im Feld Basis für die Dominanz des Teams war.

## Trivia
Der McLaren MP4/4 wird auf Grund seiner Erfolge und Dominanz während der Saison 1988 sogar in der Fachpresse oft als „Das beste Formel-1-Auto aller Zeiten“, „Iconic Car“ und „Greatest of all times“ bezeichnet. Solche Aussagen sind aber aus technischer Sicht mit einer gewissen Skepsis zu betrachten.

## Ergebnisse
| Fahrer               | Nr.                  | 1   | 2 | 3   | 4 | 5 | 6 | 7 | 8   | 9 | 10  | 11  | 12  | 13  | 14  | 15  | 16 | Punkte | Rang |
| -------------------- | -------------------- | --- | - | --- | - | - | - | - | --- | - | --- | --- | --- | --- | --- | --- | -- | ------ | ---- |
| Formel-1-Saison 1988 | Formel-1-Saison 1988 |     |   |     |   |   |   |   |     |   |     |     |     |     |     |     |    | 199    | 1.   |
| A. Prost             | 11                   | 1   | 2 | 1   | 1 | 2 | 2 | 1 | DNF | 2 | (2) | (2) | DNF | 1   | 1   | (2) | 1  | 199    | 1.   |
| A. Senna             | 12                   | DSQ | 1 | DNF | 2 | 1 | 1 | 2 | 1   | 1 | 1   | 1   | 10* | (6) | (4) | 1   | 2  | 199    | 1.   |

| Legende  | Legende            | Legende                                                          |
| Farbe    | Abkürzung          | Bedeutung                                                        |
| -------- | ------------------ | ---------------------------------------------------------------- |
| Gold     | –                  | Sieg                                                             |
| Silber   | –                  | 2. Platz                                                         |
| Bronze   | –                  | 3. Platz                                                         |
| Grün     | –                  | Platzierung in den Punkten                                       |
| Blau     | –                  | Klassifiziert außerhalb der Punkteränge                          |
| Violett  | DNF                | Rennen nicht beendet (did not finish)                            |
| Violett  | NC                 | nicht klassifiziert (not classified)                             |
| Rot      | DNQ                | nicht qualifiziert (did not qualify)                             |
| Rot      | DNPQ               | in Vorqualifikation gescheitert (did not pre-qualify)            |
| Schwarz  | DSQ                | disqualifiziert (disqualified)                                   |
| Weiß     | DNS                | nicht am Start (did not start)                                   |
| Weiß     | WD                 | zurückgezogen (withdrawn)                                        |
| Hellblau | PO                 | nur am Training teilgenommen (practiced only)                    |
| Hellblau | TD                 | Freitags-Testfahrer (test driver)                                |
| ohne     | DNP                | nicht am Training teilgenommen (did not practice)                |
| ohne     | INJ                | verletzt oder krank (injured)                                    |
| ohne     | EX                 | ausgeschlossen (excluded)                                        |
| ohne     | DNA                | nicht erschienen (did not arrive)                                |
| ohne     | C                  | Rennen abgesagt (cancelled)                                      |
| ohne     | keine WM-Teilnahme |                                                                  |
| sonstige | P/fett             | Pole-Position                                                    |
| sonstige | 1/2/3/4/5/6/7/8    | Punktplatzierung im Sprint-/Qualifikationsrennen                 |
| sonstige | SR/kursiv          | Schnellste Rennrunde                                             |
| sonstige | *                  | nicht im Ziel, aufgrund der zurückgelegten Distanz aber gewertet |
| sonstige | ()                 | Streichresultate                                                 |
| sonstige | unterstrichen      | Führender in der Gesamtwertung                                   |